# Liste der denkmalgeschützten Objekte in Bytča
Die Liste der denkmalgeschützten Objekte in Bytča enthält die 14 nach slowakischen Denkmalschutzvorschriften geschützten Objekte in der Gemeinde Bytča im Okres Bytča.

## Denkmäler
| Foto |                 | Denkmal / č. ÚZPF                              | Standort / Konskr. Nr.                                               | Offizielle Beschreibung                             | Beschreibung | Metadaten                                                            |
| ---- | --------------- | ---------------------------------------------- | -------------------------------------------------------------------- | --------------------------------------------------- | --- | -------------------------------------------------------------------- |
| BW   | Datei hochladen | Landsitz(sk) ObjektID: 501-1327/0              | 269 Standort KG: Hliník nad Váhom Konskr.Nr.: 269                    | solitér                                             | | č. NKP: 501-1327/0 Stand des NKP: 2012-02-08 Name: KÚRIA             |
| BW   | Datei hochladen | Schloss(sk) ObjektID: 501-1342/0               | 204 Standort KG: Hrabové Konskr.Nr.: 204                             | solitér;dom dôchodcov                               | Ruhesitz | č. NKP: 501-1342/0 Stand des NKP: 2012-02-08 Name: KAŠTIEĽ           |
| ja   | Datei hochladen | Schloss(sk) Schloss Bytča ObjektID: 501-1322/1 | 3 Standort KG: Veľká Bytča Konskr.Nr.: 47                            | solitér;Kaštieľ Bytča,Zámok,archív                  | Die Renaissanceburg wurde auf gotischen Fundamenten einer Wasserburg in den Jahren 1571 bis 1574 erbaut. An dem viereckigen Hof mit Arkaden sind außen runde Basteien errichtet. An den Arkadenwänden findet man Wandmalereien mit Darstellungen von Herzögen. Im Nordflügel befindet sich ein sechsstöckiger Turm mit Renaissancegraffiti. Im Schloss diente Anfang des 18. Jahrhunderts der slowakische Volksheld Juraj Jánošík. | č. NKP: 501-1322/1 Stand des NKP: 2012-02-08 Name: KAŠTIEĽ           |
| ja   | Datei hochladen | Palast(sk) ObjektID: 501-1322/2                | 4 Standort KG: Veľká Bytča Konskr.Nr.: 107                           | solitér;Sobášny palác                               | Der sogenannte Vermählungspalast stammt aus dem Jahr 1601 und wurde unter Palatin Georg Thurzo errichtet. Seine sieben Töchter feierten hier Hochzeit. Das Schloss beherbergt heute neben Ausstellungsräumen das staatliche Regionalarchiv. | č. NKP: 501-1322/2 Stand des NKP: 2012-02-08 Name: PALÁC SOBÁŠNY     |
| ja   | Datei hochladen | Bürgerhaus(sk) ObjektID: 501-1322/3            | 4 Standort KG: Veľká Bytča Konskr.Nr.: 104                           | Vstupná budova                                      | Zugangsbau | č. NKP: 501-1322/3 Stand des NKP: 2012-02-08 Name: DOM MEŠTIANSKY    |
| ja   | Datei hochladen | Festungsmauer(sk) ObjektID: 501-1322/4         | Standort KG: Veľká Bytča Konskr.Nr.:                                 | kamenný                                             | Stein | č. NKP: 501-1322/4 Stand des NKP: 2012-02-08 Name: MÚR HRADBOVÝ      |
| ja   | Datei hochladen | Park(sk) ObjektID: 501-1322/5                  | Standort KG: Veľká Bytča Konskr.Nr.:                                 |                                                     | | č. NKP: 501-1322/5 Stand des NKP: 2012-02-08 Name: PARK              |
| ja   | Datei hochladen | Gebäude(sk) ObjektID: 501-1322/6               | 2 Standort KG: Veľká Bytča Konskr.Nr.: 105                           | zákl.um.škola                                       | Grundschule für Kunst | č. NKP: 501-1322/6 Stand des NKP: 2012-02-08 Name: BUDOVA            |
| ja   | Datei hochladen | Kirche(sk) ObjektID: 501-1321/0                | 4 Standort KG: Veľká Bytča Konskr.Nr.: 391                           | r.k.sv.Barbory;cintorínsky kostol sv.Barbory        | römisch-katholische Kirche St. Barbara | č. NKP: 501-1321/0 Stand des NKP: 2012-02-08 Name: KOSTOL            |
| ja   | Datei hochladen | Synagoge(sk) ObjektID: 501-10498/0             | Sakalovej S. ul. 15 Standort KG: Veľká Bytča Konskr.Nr.: 159         | nárožná,solitér                                     | Einzeleckhaus | č. NKP: 501-10498/0 Stand des NKP: 2012-02-08 Name: SYNAGÓGA         |
| ja   | Datei hochladen | Statue auf Sockel(sk) ObjektID: 501-1325/1     | Slovenskej republiky nám. KG: Veľká Bytča Konskr.Nr.:                |                                                     | | č. NKP: 501-1325/1 Stand des NKP: 2012-02-08 Name: STĹP S PODSTAVCOM |
| ja   | Datei hochladen | Statue(sk) ObjektID: 501-1325/2                | Slovenskej republiky nám. KG: Veľká Bytča Konskr.Nr.:                | sv.Ján Nepomucký;socha Jána Nepomuckého             | St. Johannes Nepomuk | č. NKP: 501-1325/2 Stand des NKP: 2012-02-08 Name: SOCHA             |
| ja   | Datei hochladen | Umzäunung(sk) ObjektID: 501-1325/3             | Slovenskej republiky nám. KG: Veľká Bytča Konskr.Nr.:                | kov                                                 | Metall | č. NKP: 501-1325/3 Stand des NKP: 2012-02-08 Name: OPLOTENIE         |
| ja   | Datei hochladen | Kirche(sk) ObjektID: 501-1320/0                | Slovenskej republiky nám. 31 Standort KG: Veľká Bytča Konskr.Nr.: 31 | r.k.Všetkých svätých;farský kostol Všetkých svätých | römisch-katholische Pfarrkirche Allerheiligen | č. NKP: 501-1320/0 Stand des NKP: 2012-02-08 Name: KOSTOL            |

## Legende
Die Tabelle enthält im Einzelnen folgende Informationen:
| Foto:                    | Fotografie des Denkmals. |
| Denkmal / č. ÚZPF:       | Die Übersetzung der Bezeichnung des Denkmals, wie sie vom Slowakischen Denkmalamt (Pamiatkový úrad Slovenskej republiky) verwendet wird. Die Originalbezeichnung ist unter dem Fragezeichen angegeben. Fehlt die Übersetzung, so wird die Originalbezeichnung direkt angezeigt. Weiters ist die Objekt-Identifikationsnummer (Objekt ID) angeführt. Sie ist die offizielle, in der Slowakei eindeutige Nummer č. ÚZPF inklusive der zugehörigen Zählnummer, wie sie in den Daten des Denkmalamtes angegeben wird. Da diese nur innerhalb eines Landkreises gezählt wird, ist dessen Nummer der Denkmalnummer vorangestellt. |
| Standort:                | Wenn in der Liste vorhanden, ist die Adresse angegeben. In Klammern kann sich noch eine zusätzliche Adresse befinden, wenn es beispielsweise ein Eckhaus ist. Bei freistehenden Objekten ohne Adresse (zum Beispiel bei Bildstöcken) ist eine Adresse angegeben, die in der Nähe des Objekts liegt. Durch Aufruf des Links Standort wird die Lage des Denkmals in verschiedenen Kartenprojekten angezeigt. Darunter sind die Katastralgemeinde (KG) und, wenn vorhanden, die Konskriptionsnummer (Konskr. Nr.) angegeben.                                                                                                   |
| Offizielle Beschreibung: | Es ist die Kurzbeschreibung auf Slowakisch, wie sie in den offiziellen Listen angegeben ist, eingetragen. |
| Beschreibung:            | Kurze Angaben zum Denkmal auf Deutsch. |
| Metadaten:               | Zusätzlich werden, wenn in den persönlichen Einstellungen das Helferlein Dauerhaftes Einblenden von Metadaten aktiviert ist, ebensolche angezeigt. |

- Karte mit allen Koordinaten:
- OSM |
- WikiMap